# Cattedrale del Cuore Immacolato di Maria (Las Cruces)
La cattedrale del Cuore Immacolato di Maria (in inglese: Cathedral of the Immaculate Heart of Mary) è una cattedrale cattolica situata a Las Cruces, nel Nuovo Messico. È la chiesa madre della diocesi di Las Cruces.

## Storia
Nel 1847 è stata edificata una cappella dedicata al Cuore Immacolato di Maria per accogliere i fedeli che vivevano nella parte sud-est della città. La cappella divenne chiesa e parrocchia nel 1953. Con la crescita della popolazione di Las Cruces, l'edificio risultò insufficiente ad accogliere i fedeli. Venne avviata una campagna per raccogliere fondi per una nuova costruzione nel gennaio del 1965.
La nuova chiesa fu iniziata nel settembre dello stesso anno per terminare nel maggio del 1966. Con l'apertura della nuova chiesa, la cappella venne trasformata in sala parrocchiale. 
La chiesa è stata elevata a cattedrale con l'erezione della diocesi di Las Cruces, avvenuta il 17 agosto 1982. La messa di dedicazione è avvenuta l'11 giugno del 1983.